# Palamopogon
Palamopogon is een vliegengeslacht uit de familie van de roofvliegen (Asilidae).

## Soorten
- P. longibarbus Loew, 1857